# South Park: Der Film – größer, länger, ungeschnitten
South Park: Der Film – größer, länger, ungeschnitten ist ein Kinofilm zu der Fernsehserie South Park und wurde von Trey Parker und Matt Stone geschrieben und produziert. Er wurde im Jahr 1999 veröffentlicht.

## Handlung
Schlechte Stimmung macht sich in South Park breit, seit eine Kinokomödie des kanadischen Komödiantenduos Terrance & Phillip die Moral der örtlichen Jugend unterminiert. Als Kenny dann versucht, seinen Furz anzuzünden, weil er es in dem Film gesehen hat, verbrennt er dabei und stirbt. Kurzerhand gründen sich die „Mütter gegen Kanada“ (engl.: „Mothers against Canada“, kurz „MAC“) und entführen die beiden Hauptübeltäter in ein Internierungslager. Daraufhin greifen die Kanadier die „Baldwin-Familie“ an, und schließlich erklären die Vereinigten Staaten Kanada den Krieg. Nun obliegt es den Kindern von South Park, die Menschheit vor der völligen Vernichtung zu bewahren. Sie schleichen sich in die Show ein, bei der Terrance und Phillip exekutiert werden sollen. Während der Show beginnt aber plötzlich ein Angriff der Kanadier, der in eine riesige Schlacht ausartet.
Als Kyles Mutter Terrance und Phillip umbringt und das Blut der beiden auf den Boden fließt, erscheinen der Satan und Saddam Hussein, die die Weltherrschaft an sich reißen wollen. Die höllische Invasion kann nur von Eric Cartman gestoppt werden, dessen so genannter V-Chip (ein Chip, der ihm implantiert wurde und ihm einen elektrischen Schock gibt, wenn er flucht) durch einen Kurzschluss so beschädigt wird, dass es anderen einen Schock gibt, wenn er flucht. Als er dies merkt, geht er auf Saddam los, bis Satan durch den Einfluss von Kenny Saddam in die Hölle wirft, wo er von einem Felsen aufgespießt wird.
Aus Dankbarkeit, dass Kenny ihm geholfen und ihm geraten hat, Saddam zu verlassen, erfüllt Satan ihm einen beliebigen Wunsch. Am Ende wünscht Kenny sich, dass alles so wie vorher sei, vor dem Krieg. Doch das hieße auch, dass er wieder in die Hölle müsse. Dafür kommt Kenny jedoch in den Himmel, wo nur weibliche Engel auf ihn warten.

## Synchronisation
Die FFS Film- & Fernseh-Synchron GmbH gab die Synchronisation in Auftrag. Jan Odle, der auch die Rolle des Maulwurfs übernahm, schrieb das Dialogbuch und führte die Dialogregie. Andreas Hommelsheim übersetzte die Liedtexte ins Deutsche und leitete die musikalischen Aufnahmen.

### Hauptdarsteller
| Rolle           | Originalsprecher      | Deutsche Synchronisation                           |
| --------------- | --------------------- | -------------------------------------------------- |
| Eric Cartman    | Trey Parker           | Jörg Stuttmann (Sprache) Santiago Ziesmer (Gesang) |
| Kenny McCormick | Matt Stone Mike Judge | Sabine Bohlmann (Sprache & Gesang)                 |
| Kyle Broflovski | Matt Stone            | Jan Makino (Sprache) Mario von Jascheroff (Gesang) |
| Stan Marsh      | Trey Parker           | Dominik Auer (Sprache) Ralf Vornberger (Gesang)    |

### Nebendarsteller
| Rolle                     | Originalsprecher                               | Deutsche Synchronisation                                |
| ------------------------- | ---------------------------------------------- | ------------------------------------------------------- |
| Baldwin-Brüder            | Dave Foley                                     | Michel Guillaume                                        |
| Bebe Stevens              | Jennifer Howell                                | Julia Haacke                                            |
| Big Gay Al                | Matt Stone                                     | Rufus Beck (Sprache & Gesang)                           |
| Bill Clinton              | Trey Parker                                    | Sigmar Solbach                                          |
| Bill Gates                | Matt Stone                                     |                                                         |
| Brooke Shields            | Minnie Driver                                  | Elisabeth Günther                                       |
| Jerome „Chefkoch“ McElroy | Isaac Hayes                                    | Donald Arthur (Sprache & Gesang)                        |
| Conan O’Brien             | Brent Spiner                                   | Andreas Türck                                           |
| Dr. Gouache               | George Clooney                                 | Elmar Wepper                                            |
| Dr. Vosknocker            | Eric Idle                                      | Peter Fricke                                            |
| Gerald Broflovski         | Matt Stone                                     | Gudo Hoegel                                             |
| Gregory                   | Trey Parker (Sprache) Howard McGillin (Gesang) | Philipp Moog (Sprache) Cusch Jung (Gesang)              |
| Herbert Garrison          | Trey Parker                                    | Michael Rüth                                            |
| Ike Broflovski            | Francesca Clifford                             | Sabine Bohlmann                                         |
| Jimbo Kearn               | Matt Stone                                     | Arne Elsholtz                                           |
| Kanadischer Botschafter   | Trey Parker                                    | Walter von Hauff                                        |
| Kanadischer Minister      | Trey Parker                                    | Gudo Hoegel                                             |
| Klitoris                  | Mary Kay Bergman                               | Lilo Wanders                                            |
| Liane Cartman             | Mary Kay Bergman                               | Agnes Hoffmann-Radic (Sprache) Marina Köhler (Gesang)   |
| Maulwurf                  | Trey Parker                                    | Jan Odle (Sprache) Santiago Ziesmer (Gesang)            |
| Mr. Mackey                | Trey Parker                                    | Rufus Beck (Sprache & Gesang)                           |
| Mr. Zylinder              | Trey Parker                                    | Michael Rüth Heinz Hoenig                               |
| Carol McCormick           | Mary Kay Bergman                               | Michaela Amler (Sprache) Marion Musiol (Gesang)         |
| Ned Gerblansky            | Trey Parker                                    | Kai Taschner                                            |
| Randy Marsh               | Trey Parker                                    | Heiner Lauterbach                                       |
| Saddam Hussein            | Matt Stone                                     | Heiner Lauterbach (Sprache) Bernd Kunzmann (Gesang)     |
| Satan                     | Trey Parker                                    | Heinz Hoenig (Sprache) Friedemann Benner (Gesang)       |
| Sharon Marsh              | Mary Kay Bergman                               | Maria Böhme (Sprache) Heike Gentsch (Gesang)            |
| Sheila Broflovski         | Mary Kay Bergman                               | Katharina Lopinski (Sprache) Denise Gorzelanny (Gesang) |
| Terrance Stoot            | Matt Stone                                     | Rick Kavanian (Sprache) Frank Schaff (Gesang)           |
| Philipp Argyle            | Trey Parker                                    | Christian Tramitz (Sprache) Dieter Winterle (Gesang)    |
| Wendy Testaburger         | Mary Kay Bergman                               | Shandra Schadt                                          |
| Winona Ryder              | Toddy E. Walters                               | Jenny Elvers                                            |
| Clyde Donovan             | Trey Parker                                    | Dirk Meyer                                              |

## Auszeichnungen
- Trey Parker und Marc Shaiman wurden 2000 für den Oscar in der Kategorie Bester Song für Blame Canada nominiert.
- Trey Parker und Matt Stone gewannen ebenfalls 2000 für den Song Uncle Fucka den MTV Movie Award in der Kategorie Bester musikalischer Moment
- 2002 erhielt der Film einen Eintrag ins Guinness-Buch der Rekorde für die meisten Flüche in einem Animationsfilm (399 Flüche, inklusive 146 mal das Wort Fuck, 79 mal Shit und 59 mal Bitch, 128 beleidigenden Gesten und 221 Gewalthandlungen).

## Einspielergebnisse
Bei Produktionskosten von rund 21 Millionen US-Dollar spielte der Film weltweit ca. 83 Millionen US-Dollar ein, davon 52 Millionen US-Dollar allein in den Vereinigten Staaten.

## Kritiken
„Kinoversion der populären satirischen Fernseh-Zeichentrickreihe South Park, deren grobe Animation sich bewusst von der Perfektion der Mainstream-Cartoons absetzt. Ein von zahlreichen unterhaltsamen, bisweilen derben Späßen getragener Kommentar zur Dämonisierung der Unterhaltungsindustrie, durchsetzt von diversen Gesangsnummern; zum Ende selbst nicht frei von moralisierenden Ansätzen.“

„… Doch selbst die treuesten Fans werden überrascht sein, was für kranke Gags die geistigen Väter der Serie, Trey Parker und Matt Stone, sich für ihr Kinodebüt ausgedacht haben. In der Rahmenhandlung erklären die USA Kanada den Krieg, weil... na ja, weil Kanadier einfach niveaulose Scheißer sind. Selbst die Entschuldigung der kanadischen Regierung für den Akne-Rocker Bryan Adams kann den US-Erstschlag nicht verhindern. Kanada revanchiert sich, indem es so viele Hollywood-Stars wie möglich tötet. Doch es droht weitere Gefahr: Saddam Hussein, jüngst verstorben, hat sich Satan mit permanentem Analverkehr gefügig gemacht und will jetzt mit Hilfe der höllischen Heerscharen die Weltherrschaft übernehmen. Und dann ist da noch der kleine "South Park"-Junge, der verzweifelt die heilige Klitoris sucht...Na gut, der Film ist pervers. Aber, wow!, er ist auch sowas von arschkomisch! Fazit: Gags aus dem Giftschrank.“

## Soundtrack
1. Mountain Town
2. Uncle Fucka
3. It's Easy, M'kay
4. Little Boy
5. Blame Canada
6. Kyle's Mom's A Bitch
7. What Would Brian Boitano Do?
8. Up There
9. La Resistance
10. Eyes Of A Child
11. I Can Change
12. I'm Super
13. Mountain Town
14. Good Love
15. Shut Yo Face (Uncle Fucka)
16. Riches To Rags (MMMKay)
17. Kyle's Mom's A Big Fat Bitch
18. What Would Brian Boitano Do? Pt. II
19. I Swear It (I Can Change)
20. Super
21. O Canada

## Trivia
- Die Entstehungszeit des Films betrug etwa ein Jahr.
- Laut der Filmemacher sollte der Titel ursprünglich All Hell breaks loose lauten. Da die „Hölle“ den Jugendschützern aber ein Dorn im Auge war, wurde der Titel in Bigger, Longer & Uncut geändert.
- Vor dem UNO-Hauptgebäude ist neben Flaggen von Ländern auch noch eine Piratenflagge und eine Gay-Pride-Flagge, die aber nur in der 16:9-Version zu sehen ist.
- Der Song Little Boy you go to Hell! wurde von Metallica eingespielt.
- Dr. Vosknocker wird von Monty-Python-Mitglied Eric Idle gesprochen.
- Ursprünglich sollte auf der Porno-Website ein Mann Sex mit einem Pferd haben. Sex mit Tieren darzustellen wurde aber verboten. Außerdem ist der Mann im englischsprachigen Original ein Deutscher, in der deutschen Version jedoch ein Engländer.
- Ein Soldat sagt „Yis some people gonna die?“, wie Jar Jar Binks aus Star Wars: Episode I – Die dunkle Bedrohung.
- Cartmans Kampf ist eine Anspielung auf Animes wie Dragonball Z.
- Im Film war erstmals Kennys komplettes Gesicht ohne Kapuze zu sehen und er redet mit der Stimme von Beavis-and-Butt-Head-Erfinder Mike Judge.
- Im Kampf zwischen Kanada und den USA ist Jesus zu sehen, der bei der amerikanischen Armee mitmarschiert.
- Laut Abspann wird die Figur des Saddam Hussein von Saddam Hussein selbst gesprochen. In Wahrheit wird er jedoch von Matt Stone gesprochen.
- Die DVD zum Film ist beidseitig lesbar – die eine Seite ist in 4:3 und die andere in 16:9.
- Im Film wird Stan Marsh im Deutschen nicht, wie sonst üblich, von Benedikt Weber gesprochen, sondern von Dominik Auer.